# 菊池市立旭志中学校
菊池市立旭志中学校（きくちしりつ きょくしちゅうがっこう）は、熊本県菊池市旭志小原にある公立中学校。

## 沿革
- 1947年（昭和22年）4月 - 北合志村・旭野村中学校組合立旭志中学校創立
- 1956年（昭和31年） - 旭志村立旭志中学校と改称
- 2005年（平成17年） - 菊池市立旭志中学校と改称

## 学校周辺
- 合志川
- 熊本県道23号菊池赤水線
- 熊本県道329号原植木線